# E poi c'è Filippo
E poi c'è Filippo è una miniserie televisiva in sei puntate trasmessa da Canale 5 nel 2006 e diretta da Maurizio Ponzi.
Nell'estate del 2007 è stata riproposta in replica, sempre su Canale 5, per sei domeniche alle ore 17:30. Nell'estate del 2017 è stata riproposta in replica su Mediaset Extra.

## Trama
Filippo è un ragazzo non autosufficiente con la sindrome di Asperger, un disturbo dello sviluppo simile all'autismo. Stefano è un ragazzo che all'apparenza sembra superficiale e sicuro di sé. Egli è appena ritornato dagli Stati Uniti dove svolgeva l'attività di avvocato (poi si scopre che in realtà era barman a New York),  per la morte della madre. Dopo la lettura del testamento di quest'ultima, egli è costretto, per ricevere l'eredità, a prendere in affido il fratello, che vive con lo zio Ghigo, l'avvocato fondatore dello studio di famiglia e la domestica Maritza. Ma per far avvenire ciò, è necessario superare una perizia della giovane psicologa Bruna Marchionni, che prima prova diffidenza nei confronti del giovane, ma poi si ricrederà.